# Fabrice Préel-Cléach
Pour les articles homonymes, voir Cléach.
Pour l’article ayant un titre homophone, voir Le Cléac'h.
Fabrice Préel-Cléach est un producteur de cinéma français. Il a produit ou coproduit plus d'une cinquantaine de courts métrages et longs métrages dont plusieurs ont été récompensés,,,. Il est fondateur et producteur délégué de la société de production Offshore basée à Paris.
Président du Collège court métrage du Syndicat des Producteurs indépendants de mars 2014 à mars 2016, membre de la Commission court métrage de Unifrance de 2012 à 2016, il est cofondateur de l'association Manifest, vouée à la diffusion et la distribution des courts métrages.
Il est co-signataire de plusieurs tribunes consacrées à l'économie du cinéma indépendant.

## Filmographie

### Longs métrages
- 2006 : Müetter de Dominique Lienhard
- 2008 : La Saison des orphelins de David Tardé
- 2011 : L'Art de séduire de Guy Mazarguil
- 2014 : Le Monde de Fred de Valérie Müller
- 2014 : Lili Rose de Bruno Ballouard
- 2015 : L'Année prochaine de Vania Leturcq
- 2016 : Keeper de Guillaume Senez
- 2024 : Hiver à Sokcho de Koya Kamura

### Courts métrages
- 2003 :  Grossesse nerveuse de Maxime Sassier
- 2006 :  Papier glacé de Hervé Brami
- 2007 :  L'Envie des autres de Miren Pradier
- 2007 :  Comme un oiseau de Judith Caen
- 2007 : Sous mes yeux de Stéphanie Vasseur
- 2007 : Ici, là, en bas de Lise Lefèvre
- 2008 : La Fille perchée de Judith Lesur
- 2009 : Micheline de Bruno Ballouard
- 2011 : Déjeuner à Foisse de Thomas Kergal
- 2011 : Johnny de Bruno Ballouard
- 2012 : Le Cri du homard de Nicolas Guiot, César du meilleur court-métrage lors de la 38e cérémonie des César[1],[7],[8] et Magritte du meilleur court métrage[9].
- 2013 : Ogre de Jean-Charles Paugam
- 2014 : Solo Rex de François Bierry[2], sélectionné pour la 40e cérémonie des César
- 2014 : La Traversée de Thibaut Wohlfahrt
- 2014 : 15 francs, des fleurs et une culotte de Maud Garnier
- 2014 : Les Fleurs bleues de Guillaume Grélardon
- 2015 : Savage night de Kristof Sagna
- 2015 : En bout de course de Gianguido Spinelli
- 2015 : Ses souffles de Just Philippot[3], sélectionné pour la 41e cérémonie des Cesar
- 2015 : Kanun de Sandra Fassio
- 2015 : Azurite de Maud Garnier[4]
- 2016 : Cour de récré de Claire Inguimberty et Francis Gavelle
- 2016 : Un grand silence de Julie Gourdain, sélectionné pour la 42e cérémonie des César
- 2016 : Shadow of man de Kristof Sagna
- 2016 : Le grand bain de Valérie Leroy
- 2016 : Noyade interdite de Mélanie Laleu, sélectionné pour la 43e cérémonie des César[10]
- 2017 : Et toujours sous marcherons de Jonathan Millet, sélectionné pour la 43e cérémonie des César[10]
- 2017 : Le monde du petit monde de Fabrice Bracq
- 2017 : Les enfants partent à l'aube de Manon Coubia, sélectionné à la Semaine de la Critique 2017[11], sélectionné pour la 43e cérémonie des César[10]
- 2017 : Gardiennes d'Adeline Picault
- 2017 : Laissez-moi danser de Valérie Leroy
- 2017 : Icare de Nicolas Boucart, Grand prix national du Brussels Short film festival 2018[12]
- 2017 : Des hommes à la mer de Lorris Coulon, Prix du meilleur court métrage français 2018[13] du Syndicat français de la Critique de Cinéma
- 2017 : Il était une fois mon prince viendra de Lola Naymark
- 2017 : Vihta de François Bierry, Prix spécial du Jury au Festival International du Court métrage de Clermont-Ferrand 2018[14]